# 姆巴提人
姆巴提人（英語：Mbuti people）的分布範圍從喀麥隆延伸到尚比亞，主要居住在剛果民主共和國的伊圖里森林（Ituri），以狩獵和採集活動維生，為非洲剛果地區最古老的原住民之一。
遊群的規模較小，通常為15-60人之間，而人口總數約為30,000-40,000之間。他們使用的語言為為班圖語和中蘇丹語，屬於遊牧民族，沒有正式的政治結構、沒有任何社會階層分層，也無奴隸制度，為平等、民主的社會。

## 民族分布、人口與語言

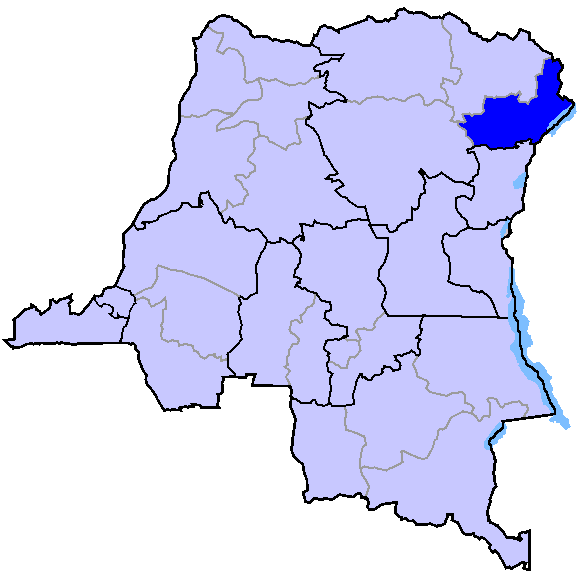
剛果民主共和國內的伊圖里森林

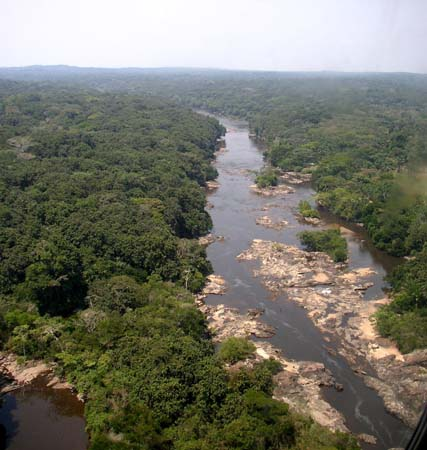
伊圖里森林

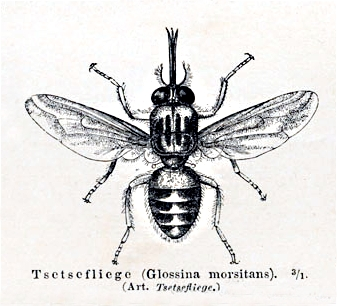
采采蠅

### 民族分佈
（Mbuti）主要位於北緯0-3度、東經26-30度，人口分佈在赤道非洲，分佈範圍從喀麥隆的西部到尚比亞的東南部，中間包含了剛果民主共和國。

俾格米人（Pygmies）一般被用來專指在非洲的相關人種，例如：位於西部的茨瓦族（Tswa）、基伏湖與坦干依喀湖之間的特瓦族（Twa），和伊圖里森林中的姆巴提人（Mbuti）。根據Schebesta的報告指出，只有姆巴提人（Mbuti）是真正的俾格米人（Pygmies），即為身高低於150厘米和未與其他鄰族血緣互通的人，然而其他人種則被稱為「類俾格米人」（pygmoid），為身高稍長以及與其他地區的人種，在身體上和文化上皆有高度相互融合的種族。

### 人口
人口總數約為30,000到40,000之間。由於從未有過正式的普查，所以無法提供一個準確的總人口估計，經過傳教士與管理人員的討論，在1958年時估計約為40,000人。

### 語言
姆巴提人（Mbuti）的語言為班圖語支和中蘇丹語支（屬於尼羅-撒哈拉語系中的一個語支）。

## 地理環境
姆巴提人（Mbuti）居住在伊圖里森林（Ituri），為一座面積涵蓋70,000平方公里的熱帶雨林，位於剛果民主共和國的北方到東北方。雨林中遍佈河川和湖泊，氣候潮濕多雨，這個地區每年都有很高的降雨量，年雨量大約為50到70英寸
（127厘米至178厘米），因此這裡乾燥季節相對來說短暫，時間為期一至兩個月。
 

然而此地所存在的許多生態問題卻影響著姆巴提人（Mbuti），過多的降雨以及乾旱，會造成食物供應大量的減少；森林中的流行疾病快速傳播，不僅會造成人類死亡，亦能影響植物、動物，和食物的主要來源，例如：盛行由采采蠅（舌蠅）為傳播媒介的昏睡病，會限制大型哺乳類動物的繁殖

，而造成食物的短缺。

## 歷史沿革
姆巴提人（Mbuti）與附近班圖（Bantu）村落中的耕種者維持著互動關係，許多記述都指出姆巴提人（Mbuti）已經受到了高度同化，吸收了許多部落居民的生活方式，而且這方面吸收的程度更勝於語言方面，例如宗族制度和一些宗教儀式，姆巴提人（Mbuti）與部落居民的宗族關係都是世襲制度的。

## 社會、家庭與婚姻

### 婚姻
雖然姆巴提人（Mbuti）的婚姻制度通常是一夫一妻制，但仍有一夫多妻的情形發生，在不同群體中有不同的比例，且這種情形並非相當常見，然而在此情況下，每位妻子都有一個單獨的小屋，妻子們會給予新娘的親戚們豐厚的禮物，基本上是象徵著一種聘禮的形式。

姐妹交換是一種普遍的婚姻形式，遊群中的男人們會互相交換姐妹或與他們有關的其他女性結婚

，在當地異族通婚是普遍的規則，通常禁止表親（堂表兄弟姐妹）和所有近親之間的婚姻關係，而如果丈夫死亡的話，寡婦可以與亡夫的兄弟或與之其他近親結婚。

在姆巴提社會中沒有正式的結婚儀式，如果要證明兩人之間的婚姻關係的話，新郎必須獨自獵捕並獵殺到一隻羚羊，且將其帶到新娘的父母面前，這一對夫妻才能被視為正式婚姻關係。

### 親屬關係
班圖村民與姆巴提人（Mbuti）有著頻繁密切的接觸，其特點為父系和從夫居的氏族社會，而且這些社會組織的特色可能是從班圖人那邊引借而來的，因為如果不是如此的話，即使在其他民族中從夫居和地方外婚制已經盛行，姆巴提人（Mbuti）仍會停留在原始的雙邊世系。

### 家庭
姆巴提人（Mbuti）的基本家庭單位是核心家庭（小家庭）

，親戚們的家經常一間接另一間、緊鄰著建立。在婚後居住方面則是遵循從夫居，雖然曾經有男方與女方家族或部落同住的案例被記載下來，但主要上還是以從夫居的形式為主，妻子按照慣例會加入丈夫的遊群，而且他們的子女也會屬於父親這邊的遊群。

### 政治
姆巴提人（Mbuti）在領土界定方面是屬於遊牧民族，遊群中的成員是非常不固定的、流動的，遊群沒有正式的政治結構，沒有酋長、沒有統治群體、也沒有議會，而是由一群受推崇的年長者以非正式的方式、達成共識後做出影響整個村落的基本決定。

### 社會結構
姆巴提社會中並無實行奴隸制度，他們也沒有任何形式的社會階層分層，實際上是秉持平等主義和民主的性質，也沒有劃分正式的年齡等級。

姆巴提人（Mbuti）為平等社會，男人和女人基本上擁有平等的權力，問題的討論和決定通常是在營火活動中達成共識而來，男女皆可以平等的參與對話和討論，但在討論當中如果有衝突或意見不一的情況發生，冒犯他人者可能會遭到眾人驅趕、毆打，甚至嘲笑蔑視，也會剝奪他們在私有土地所有者那邊工作的酬勞。

## 產業與生活

### 組織與居住地
姆巴提人（Mbuti）的組織被歸類於遊群，遊群是以領土界定為方式，人數大約從二十人到多達一百多人，
每個小屋就是一個家庭單位，而這些小屋是由女人所建造，在乾季的一開始，他們會離開村莊進入森林並搭建一連串的帳篷（營地），
這種方法能使姆巴提人（Mbuti）利用更多的土地去獲得最大量的食物，這些村莊是非群居、與其他群體分開的，他們的房子是特色為圓形、小型的，且非常暫時性的在自然中。
房屋的建設以在地板上勾勒出一個圓形或橢圓形作為房子的輪廓開始，牆壁是先在地面放上堅固的棒子，再用藤蔓把棒子的頂端綁在一起固定，最後再以大片的葉子或樹皮覆蓋當作屋頂。

### 土地權屬
土地是遊群或氏族所共同擁有。

### 生產
在自然的遊群組織中，維持生計主要是依靠狩獵和採集，男子負責獵捕小動物，像是野豬、鹿，甚至是河馬和大象 ; 女子採集各式種類野生果實、根、昆蟲幼蟲、蜥、貝類，而釣魚主要也是由女子來進行，在許多群體中是重要的經濟模式。
狩獵通常是群體一起進行的，如果在狩獵中使用到弓箭，那麼婦女和兒童是不能參與，其只需要二至三位成年男子；但如果是使用網子的網獵（Net hunting），是一種需要合作的冒險行動，必須依靠整個遊群的合作，則是大家都可以參加（包括了婦女和兒童），在某些情況下，女人比起男人更常使用網子狩獵。
兩者經濟差異所造成最明顯的區別則是遊群的規模大小：每個使用弓箭的遊群平均會有六個小屋，而網獵（net-hunting）則是平均每個遊群有十五個小屋。

姆巴提人（Mbuti）並不飼養家畜，除了打獵中會使用到的狗之外。
在傳統姆巴提社會中並不實行農業，
每個人都需要從事覓食活動，且男人與女人都必須要照顧孩子，女人負責煮飯、打掃清潔、修理小屋和取水，藉由親屬單位的通力合作去提供食物和尊老愛幼。

### 食品
他們的食品包括螃蟹、貝類、螞蟻、幼蟲、螺、豬、羚羊、猴子、魚和蜂蜜，飲食中的蔬菜包括野生山藥、莓果、果實、根和葉子。

### 貿易
姆巴提人（Mbuti）和村民之間的關係圍繞中心貿易、維持在幾個不同的層次，
狩獵者和採集者會經由貿易來交換他們的產物，他們經常以鐵製品、盆子、木製品、籃子來換取肉類、動物皮和其他森林的貨物，叢林肉（Bushmeat）是一個特別頻繁交易的物品，他們也會和村民透過以物易物來獲得其他農產品。
這種經濟交流可以在幾個層次上發生：介於遊群和一整個村莊之間、宗族與宗族之間，或是個人之間。
此外姆巴提人會進行「沈默交易」（ silent trade，又稱為無聲交易），為一種減低在負面互欺關係（negative reciprocity）之下潛在緊張關係的交易方法：他們會在經常進行交易的地點，留下獵物或山產，村落居民之後便會拿走這些東西，留下穀物來進行交易；但如果一方覺得這些回報不夠，只要把東西留在交易地點，就可以進行喊價。然而就因為這是一種沈默的喊價方式，過程也沒有個人的接觸，便可以消除一些負面互欺關係的影響。

### 醫學
姆巴提人（Mbuti）有許多針對各種疾病有效的治療方法，特別是他們知道如何清洗開放的傷口而防止感染，他們還知道如何縫補殘破的肢體、使人退燒，以及減緩輕微的症狀，例如使用自然環境中所取得的各種植物來醫治頭痛、牙痛或胃痛，他們也有可以有效治療被毒蛇咬傷的藥物，在姆巴提社會中，灌腸也常常被使用於各種疾病的治療。如果以一般標準的治療方法治療疾病或傷口卻失敗的話，大家通常會歸因於有魔法、魔力的關係，所以姆巴提人也經常進入村莊內尋求當地巫醫的協助。

## 信仰與習俗

### 宗教信仰
詳見 Bambuti神話
姆巴提的宗教生活並非全然清楚了解，在早期的報告中指出他們沒有宗教信仰，而後來的報告則停留在姆巴提人（Mbuti）的超自然關係足以構成一種宗教信仰或巫術。在任何情況下，有兩個很重要的儀式可以解決危機和穩定遊群，一個是主要由女子執行的「ELIMA」儀式，這是有關於女人特定的生命循環，例如：出生、青春期、婚姻和死亡。
另一個則是主要由男性來進行、特別關於死亡的「MOLIMO」儀式。
姆巴提人（Mbuti）生活中的任何事情都是圍繞著森林，他們認為森林是他們偉大的保護者和提供者，並認為這是一個神聖的地方，他們有時會稱森林為「媽媽」或「爸爸」，因此MOLIMO影響著姆巴提人（Mbuti）生命的重要儀式。假如部落裡有重要的人去世的話，MOLIMO會被大肆舉行、喚醒森林，他們認為如果不好的事情發生在森林的「孩子」身上，一定森林是睡著了。
MOLIMO所需要的食物是從每個家庭收集而來，而晚上儀式伴隨著男人們圍著火堆唱歌、跳舞，婦女和兒童必須留在茅屋中並且把門緊閉，而完成MOLIMO所要花費的時間沒有嚴格的規定；取而代之的，是由族人們群體的心情來決定。這些做法主要是由英國人類學家科林·特恩布爾（Colin Turnbull）透過他在部落的研究工作而來。
此外，這個儀式通常是以歌唱來進行，以及使用一種特定類型的號角，稱作「MOLIMO horn」，
傳統上它為木製、有時則由竹子製成，但科林·特恩布尔（Colin Turnbull）的研究則有提到其他使用金屬排水管的種類，但一般認為MOLIMO horn所產生的聲音，實際上比由什麼材料製成還來的更加重要。

### 死亡
死亡有時被姆巴提人（Mbuti）歸因於巫術或魔法，認為死亡是像出生一樣自然的生命現象，當最重要的身體死亡後，靈魂或性格便會離開，變成森林精靈(SATANI)或是去到一個什麼都沒有的遙遠地方，他們堅信生命的延續、是跟在世上存活的方式相同。
葬禮是在姆巴提的網子狩獵者（net hunters）和弓箭手群體間的一種習俗，屍體通常立即在小屋的內部或旁邊被火化，屍體通常沒有陪葬品一起埋入。

## 藝術與文學

### 傳統藝術
姆巴提人使用作為祭祀節日的裝扮，慶祝活動和生命中的成年禮，包括婚禮、葬禮和青春期的開端，對於青春期的男性也有著脫胎換骨的含義。
通常為男性準備、女性繪畫，男子先將約六種不同樹木的樹皮內層以象牙槌或木槌搗碎，再以交叉或直線的方式切割使表面產生細微紋理，過程中產生出白色、棕褐色或紅褐色各種自然色調的柔軟纖維畫布。女子從森林中採集各種根、果實和葉子來製成染料和顏料，以樹枝、麻線或手指來繪畫。姆巴提人從小就會開始學習如何製作barkcloth，精心準備與繪畫barkcloth的過程為一種重要的社會活動。
姆巴提人透過畫作來建構他們自己的世界、對於森林抽象的表現主義，藝術家變換有形（如樹木的幾何形狀）與無形（如昆蟲的細微聲音）成為一個獨特的視覺語言，結合了多種生物形態的圖案，讓聲音、動作的印象塑造在森林景觀中，作為姆巴提人對於森林象徵了自己文化的精神與核心的證據。

### 音樂

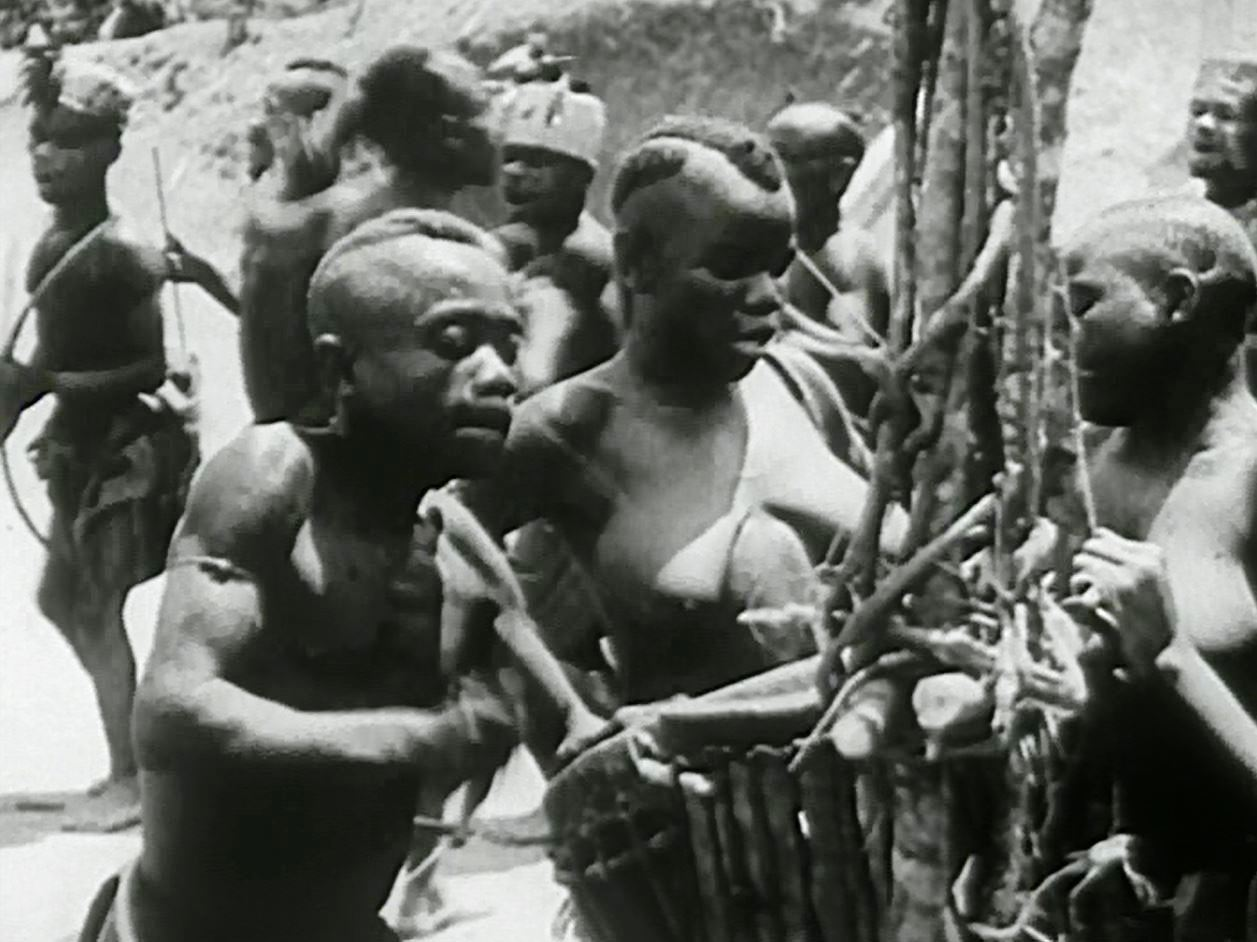
俾格米人鼓手(1930)

姆巴提人會演唱名為“leaf-carrying”和“honey-bee”的歌曲，然而最重要的歌曲通常沒有歌詞、文字，透過單純美妙的聲音來取悅森林以及作為喚醒森林之用。

詳見 Pygmy音樂
非洲中部的姆巴提人（Mbuti）和姆本加人（Mbenga）之音樂文化是第一個且最早出現的人聲音樂類型，採用即興創作和對位法（counterpoint）的歌唱，對於沒有任何樂譜或受過正規音樂訓練的非洲俾格米人而言是非常複雜的。有些樂器例如弓豎琴、ngombi和limbindi經常被用來演奏，而打擊樂器經常是使用水鼓，好比眾人所知的liquindi。

姆本加-姆巴提（Mbenga-Mbuti）音樂的結構類似於帕薩卡利亞舞曲（Passacaglia）的古典形式，然而此音樂類型也影響了一些非洲以外的地區，特別是在爵士音樂和電子音樂身上。

## 現況
姆巴提人（Mbuti）的生活方式受到各種原因的威脅：他們的領土在剛果民主共和國境內沒有任何法律保護，並且每個游群的邊界都沒有正式的建立，姆巴提人不再被允許獵殺大型動物，由於砍伐森林、開採黃金、種植和農作的影響，並且現代努力保護森林，使得他們的食物供給受到威脅，此外在剛果國內也有著重大的動亂。

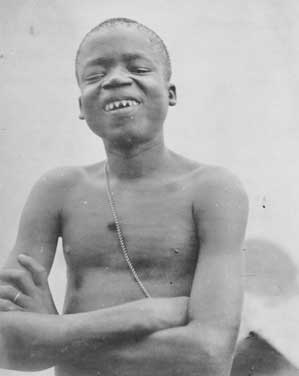
Ota Benga的肖像照(1904)

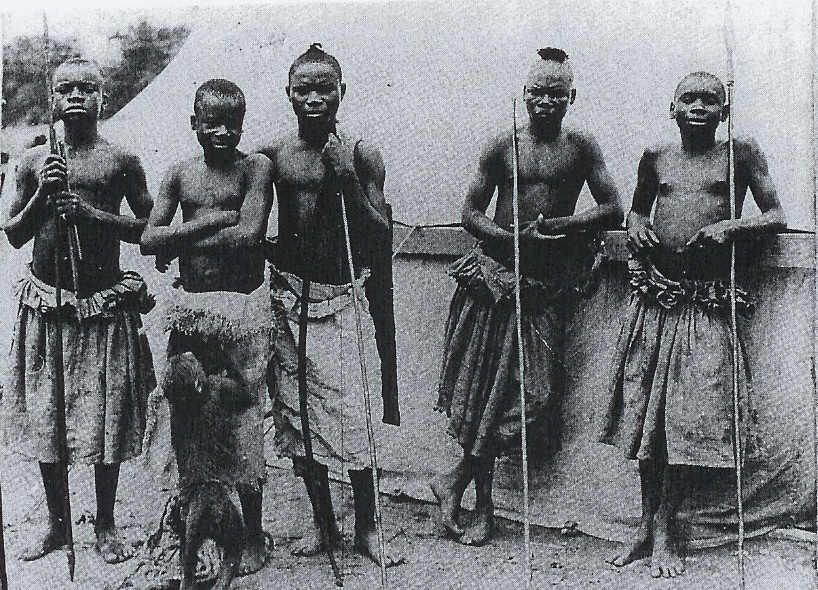
Ota Benga（左二）與他的同胞們在1904年聖路易斯世界博覽會上

### Ota Benga事件
Ota Benga（大約1883年  - 1916年3月20日）是剛果姆巴提
俾格米人，在剛果一個名為Bassongo著名的奴隸貿易市場之中被Samuel Phillips Verner發現
，
於1904年把他與其他非洲人帶到聖路易斯世界博覽會中作為人類學展覽，
後來1906年在布朗克斯動物園與猩猩被關在同一個籠子內供眾人觀賞，向美國人展示這些非洲黑人為人類演化的「早期階段」，在經常將種族理論與演化生物學觀念融為一談的20世紀初期，卻也是美國廢除奴隸制度的40年後。籠子外掛著一塊牌子：

非洲小矮人Ota Benga

年齡：23歲，身高：4英尺11英寸

體重：103磅，購自開賽河地區

剛果自由邦，非洲中南部

主人：Samuel P Verner博士

9月起，每天下午展出

全國各地的非裔美國報強烈反對及譴責這樣對待Benga的行為，R.S麥克阿瑟博士（Dr. R.S. MacArthur），受黑人教堂委派為發言人上書紐約市長，請他將Benga從這種人類動物園中釋放，市長釋放Benga到布魯克林Weeksville街區的Howard有色人種孤兒院，由牧師James M. Gordon做他的監護，同年Gordon安排Benga到弗吉尼亞州受照顧，在那裡他幫Benga購買了美國式的衣服、修補了他的牙齒，使他成為社會的一份子，Benga受到英文的輔導並開始工作，過幾年之後，由於第一次世界大戰爆發禁止乘客出航，阻斷了Benga回到非洲的計畫，所以他變得愈來愈沮喪，
在1916年朝著自己的心臟開槍自殺，享年32歲

。